# التكافل العاطفي
التكافل العاطفي هو عندما يكون لدى الفرد قدرة محدودة على إدراك، احترام، تقدير وفهم الاعتبارات الذاتية للأخرين.
ويحدث هذا عندما يكون الطفل في مراحل نموه المبكرة معتمدًا تمامًا، ومرتبط جسديًا وعاطفيا ارتباطًا وثيقًا بأمه. ويعد التكافل العاطفي أمرًا شائع الحدوث حيث إنه ينشأ من طريقة التعامل المبكر مع الأطفال الرضع.
يميل الأشخاص الذين يعانون من التكافل العاطفي إلى إخضاع الآخرين ليجعلوا أنفسهم يشعرون وكأنهم يمتلكون جميع الإجابات الصحيحة. عادة ما ينتقل التكافل العاطفي عبر الأجيال ويمكن أن يكون له تأثير سلبي على حياة الأسرة.